# Куп Македоније у фудбалу 2005/06.
Куп Македоније у фудбалу  у сезони 2005/06 одржава се четрнаести пут у организацији Фудбалског савеза Македоније.
У шеснаестини финала која је играно у среду, 31. јула 2005. учествовала су 32 клуба, од тога 12 из Прве лиге Македоније, 12 из Друге лиге, и 8 клубова нижег ранга који су прошли предтакмичење.
Утакмице шеснаестине финала играју се по једноструком куп систему.(једна утакмица)
Утакмице осмине финала, четвртфинала и полуфинала играју се по двоструком Куп систему (две утакмице).
Финална утакмица се игра по једноструком куп систаму на Градском стадиону у Скопљу 24. маја 2006..
У случају нерешеног резултата код утакмица које се играју по једноструком куп систему у шеснаестини финала, одмах се изводе једанаестерци, а код финалне утакмице прво се играју два породужетка по 15 минута, па ако резултат и после тога остане нерешен изводе се једанаестерци.
Победник на утакмицма осмине финала, четвртфинала и полуфинала је екипа која је на обе утакмице дала више голова. Ако су екипе постигле исти број голова победник је екипа која је дала више голова у гостима У случају да је на обе утакмице постигнут истоветан резултат, победник се добија извођењем једанаестераца.
Куп Македоније 2005/06 је освојила први пут екипа Македонија ЂП из Скопља
Победник Купа се пласира у Прво коло квалификација за УЕФА куп 2006/07..

## Резултати

### Шеснаестина финала
31. јули
| Утак. | Клуб, Место        | Резултат         | Клуб, Место                |
| ----- | ------------------ | ---------------- | -------------------------- |
| 1     | Арсими             | 1 : 9            | Беласица, Струмица         |
| 2.    | Тиверија           | 0 : 5            | Ренова, Џепчиште           |
| 3.    | Борец              | 0 : 3            | Напредок, Кичево           |
| 4.    | Охрид 2004         | 0 : 3            | Македонија ЂП Скопље       |
| 5.    | Новаци             | 0 : 1            | Силекс, Кратово            |
| 6.    | Тетекс, Тетово     | 3 : 1            | Турново, Турново           |
| 7.    | Караорман Струга   | 2 : 2 (пен. 5:4) | Работнички Кометал, Скопље |
| 8.    | Локомотива, Скопље | 1 : 0            | Слога Југомагнат Скопље    |
| 9.    | Милано, Куманово   | 4 : 5            | Башкими, Куманово          |
| 10.   | Осогово            | 2 : 6            | Влазрими, Кичево           |
| 11.   | Скопље,            | 0 : 1            | Вардар, Скопље, Скопље     |
| 12.   | Кадино             | 0 : 13           | Брегалница, Штип           |
| 13.   | 11 Октомври        | 0 : 3            | Цементарница 55 Скопље     |
| 14.   | Пелистер           | 0 : 2            | Шкендија 79 Тетово         |
| 15.   | Младост            | 0 : 2            | Победа, Прилеп             |
| 16.   | Кожув, Ђевђелија   | 6 : 1            | Маџари Солидарност, Скопље |

## Осмина финала
Утакмице си игране 14. септембар и 19. октобар
| Утак. | Клуб, Место            | Резултат | Клуб, Место        | 1. утак. | 2. утак. |
| ----- | ---------------------- | -------- | ------------------ | -------- | -------- |
| 1     | Брегалница, Штип       | 4 : 3    | Башкими, Куманово  | 2 : 1    | 2 : 2    |
| 2.    | Вардар, Скопље         | 5 : 0    | Кожув, Ђевђелија   | 3 : 0    | 2 : 0    |
| 3.    | Победа, Прилеп         | 5 : 2    | Влазрими, Кичево   | 3 : 0    | 2 : 2    |
| 4.    | Беласица, Струмица     | 1 : 5    | Силекс, Кратово    | 1 : 2    | 0 : 3    |
| 5.    | Македонија ЂП Скопље   | 4 : 2    | Напредок, Кичево   | 2 : 0    | 2 : 2    |
| 6.    | Шкендија 79 Тетово     | 5 : 1    | Ренова, Џепчиште   | 4 : 0    | 1 : 1    |
| 7.    | Цементарница 55 Скопље | 4 : 2    | Караорман Струга   | 3 : 2    | 1 : 0    |
| 8.    | Тетекс, Тетово         | 4 : 3    | Локомотива, Скопље | 3 : 1    | 1 : 2    |

## Четвртфинале
Утакмице си игране 2. новембар и 30. новембар
| Утак. | Клуб, Место          | Укупан резултат | Клуб, Место            | 1. утак. | 2. утак. |
| 1     | Шкендија 79 Тетово   | 4 : 2           | Победа, Прилеп         | 2 : 0    | 2 : 2    |
| 2.    | Силекс, Кратово      | 6 : 2           | Тетекс, Тетово         | 3 : 0    | 3 : 2    |
| 3.    | Вардар, Скопље       | 1 : 3           | Брегалница, Штип       | 1 : 3    | 0 : 0    |
| 4.    | Македонија ЂП Скопље | 2 : 0           | Цементарница 55 Скопље | 1 : 0    | 1 : 0    |

## Полуфинале
Прве утакмице су игране 5. априла а реванши 10. маја
| Утак. | Клуб, Место          | Укупан резултат | Клуб, Место      | 1. утак. | 2. утак. |
| 1     | Шкендија 79 Тетово   | 2 : 1           | Брегалница, Штип | 1 : 1    | 1 : 0    |
| 2.    | Македонија ЂП Скопље | 3 : 2           | Силекс, Кратово  | 2 : 1    | 1 : 1    |

## Финале
24. мај
| Клуб, Место    | Резултат | Клуб, Место          |
| Победа, Прилеп | 1 : 2    | Македонија ЂП Скопље |

| Освајач Купа Македоније 2005/06 |
| ------------------------------- |
| Македонија ЂП 1. Титула         |

## Резултати освајача купа у УЕФА купу 2006/07.
| Ранг              | Клуб               | Држава            | укупан рез.       | Држава             | Клуб                 | 1. утак.          | 2. утак.          |
| УЕФА куп 2006/07. | УЕФА куп 2006/07.  | УЕФА куп 2006/07. | УЕФА куп 2006/07. | УЕФА куп 2006/07.  | УЕФА куп 2006/07.    | УЕФА куп 2006/07. | УЕФА куп 2006/07. |
| ----------------- | ------------------ | ----------------- | ----------------- | ------------------ | -------------------- | ----------------- | ----------------- |
| Прво коло кв.     | Локомотива, Софија | Бугарска          | 3 - 1             | Северна Македонија | Македонија ЂП Скопље | 2-0               | 1-1               |